# 황숭
황숭(黃崇, 215? ~ 263년)은 중국 삼국시대 촉한(蜀漢)의 장수이다.

## 생애
황권(黃權)의 아들이다.
222년, 아버지인 황권(黃權)이 위(魏)에 투항하였을 때 황숭은 촉한(蜀漢)에 남아있는다.
또한 그의 형 황웅(黃熊)이 후사가 없이 죽자, 황숭이 그 뒤를 이었다.
263년, 등애(鄧艾)와 종회(鍾會)가 침공하자 면죽관(綿竹關)을 지키고있던 제갈첨(諸葛瞻)과 함께 공격을 나섰다. 이때 황숭이 촉한의 멸망을 예견하였다. 이때 제갈첨은 그 말을 듣고 눈물로서 질타하였다. 그리고 얼마 지나지 않아 등애에게 패하여 면죽관으로 퇴각하였고, 제갈첨이 죽자 그의 아들 제갈상(諸葛商)이 적진에 뛰어 들어가는 것을 장준(張遵), 이구(李球)와 함께 만류 하였으나 제갈상은 그의 말을 뿌리치고 적진에 뛰어 들어가 전사하였다.
제갈첨과 제갈상이 죽자 장준, 이구와 함께 면죽관에서 끝까지 항전하다 전사하였다.

## 《삼국지연의》에서의 황숭
《삼국지연의》에서의 황숭의 기록은 대체로 유사하다. 하지만 황권(黃權)의 아들이라는 언급은 없었으며, 제갈첨(諸葛瞻)과 함께 출전해 등애와 맞서 싸웠다는 말도 없고 장준(張遵), 이구(李球)와 함께 제갈첨 부자가 죽자 위의 군대와 맞서 싸우다 죽었다고만 되어있다.

## 가족 관계
- 황□(黃□) (조부)
  - 황권(黃權) (아버지)
    - 황웅(黃熊) (형)
    - 황숭(黃崇)

### 참고 자료
황권 황웅